# 2011 en économie (discipline)
| • Chronologie générale de l'économie • |

| • Chronologie générale de l'économie • |

| Années de l'économie : 2008 - 2009 - 2010 - 2011 - 2012 - 2013 - 2014    |
| Décennies de l'économie : 1980 - 1990 - 2000 - 2010 - 2020 - 2030 - 2040 |

Cet article présente les faits marquants de l'année 2011 en économie.

## Chronologie
- 15 avril 2011 : L'économiste américain Jonathan Levin reçoit la Médaille John Bates Clark[1].
- Mise en service en avril du centre de données GrenoblIX à Grenoble.
- Mise en service du centre de données DCforData à Lyon.